# Dolichosuchus
Dolichosuchus cristatus
Genre
Espèce
Dolichosuchus (signifiant « long crocodile ») est un genre de dinosaure datant du Trias supérieur (Norien). À l'origine classé parmi les Hallopodidae, il a été reconsidéré comme un Coelophysoidea. Un unique fossile (consistant en un simple tibia) a été trouvé en Allemagne. De fait, il est désormais considéré comme nomen dubium. Certains scientifiques ont noté que le tibia découvert ressemblait à celui de Liliensternus et Dilophosaurus.
L'espèce type et seule espèce est Dolichosuchus cristatus, décrite par von Huene en 1932. Les ossements ont été découverts dans la formation de Stubensandstein.